# Manhattan

Poloha Manhattanu

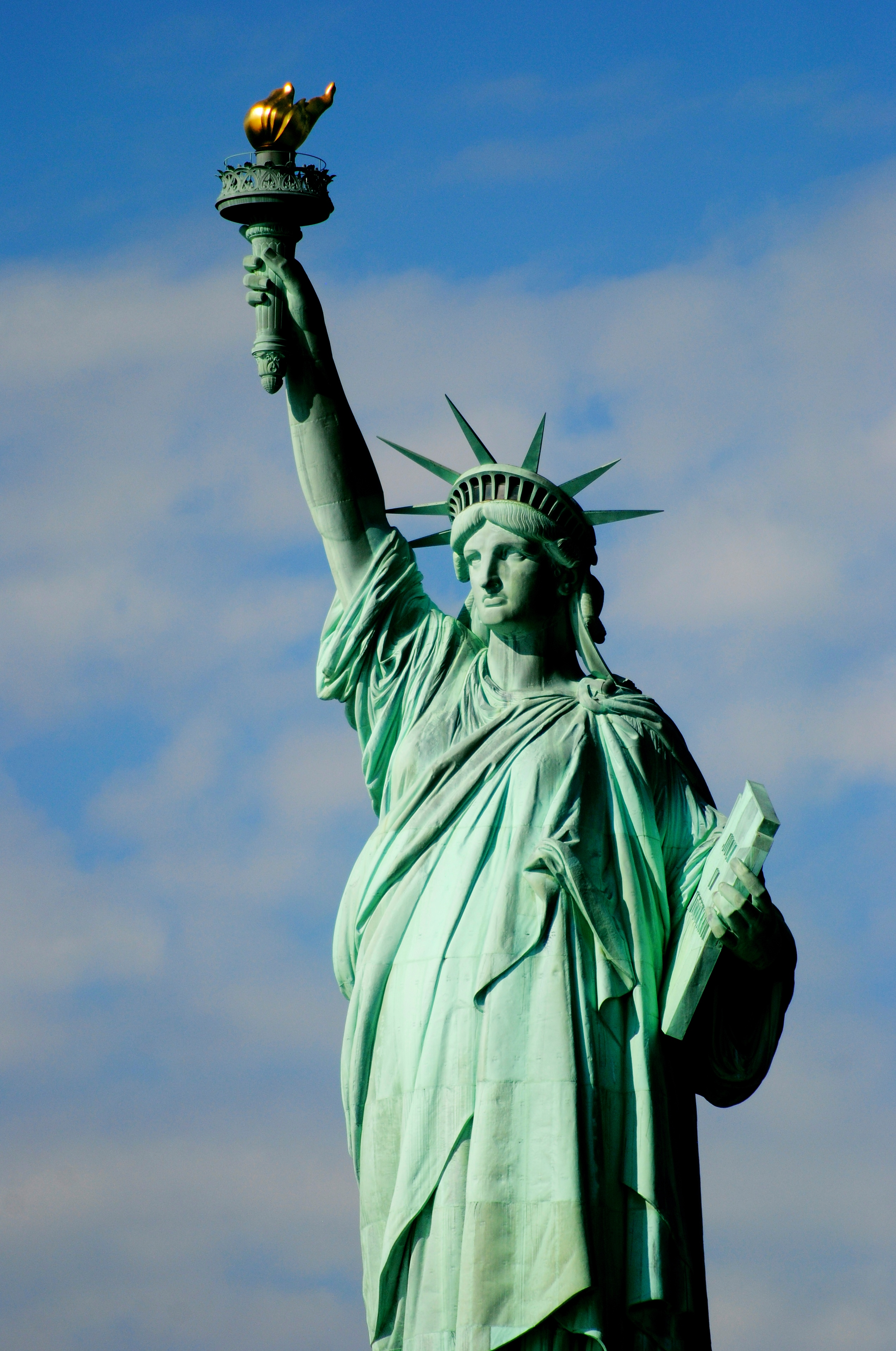
Socha Svobody

Manhattan je jeden z pěti newyorských městských obvodů (anglicky: boroughs, společně s Brooklynem, Bronxem, Queensem a Staten Islandem). Zároveň je územně shodný s okresem New York (anglicky New York County) amerického spolkového státu New York.

## Poloha a popis
Nachází se na ostrově Manhattan a přilehlých menších ostrůvcích. Území dnešního Manhattanu navštívil anglický cestovatel Henry Hudson dne 11. září 1609 v rámci své výpravy za Východoindickou obchodní společnost a tím nepřímo započal migraci přistěhovalců z Dánska (1620) a později i dalších evropských zemích do této oblasti. V průběhu 19. století zažil Manhattan příliv přistěhovalců z Irska, Itálie, Německa a dalších zemí, jejichž první setkání s Novým světem začínalo právě zde. V současnosti představuje Manhattan ekonomické i administrativní centrum New Yorku a potažmo ekonomické a bankovní/finanční centrum celých Spojených států a v jistém smyslu i ikonický symbol západního kapitalismu. Sídlí zde newyorské burzy cenných papírů, zlata, různých komodit, pobočka Fedu a mnoho komerčních bank. Oblast je plná výškových budov, které se začaly stavět již po roku 1920 a některé mrakodrapy byly v době svého dokončení nejvyššími stavbami světa. Manhattan má rozlohu 59,5 km² (pevnina), resp. 87,5 km² (vč. vodstva). Jedná se o jeden z nejhustěji obydlených krajů na světě. Po celé 19. století byl nejlidnatějším městským obvodem New Yorku, později ho co do počtu obyvatel předstihly čtvrtě Brooklyn a Queens, které mají každá přes 2,5 milionu, Manhattan je v současnosti třetí s 1 619 090 obyvatel (k 1. červenci 2012), je ale nejmenším ze všech pěti obvodů co do výměry. Ročně ho navštíví přibližně 50 milionů turistů, což jej řadí mezi jednu z nejoblíbenějších městských čtvrtí světa. Mimo to patří mezi nejžádanější lokace pro kancelářské a obytné prostory, ale s obrovskými cenami za pronájem či odkoupení. Mít pobočku na některé z prominentních ulic Manhattanu znamená pro každou firmu punc prestiže a světovosti. Mimo bankovní a finanční sektor a mnoho dalších odvětví je též jedním ze světových center módy.
Má tři části: Uptown, Midtown a Downtown.
Od roku 1972 do 11. září 2001 zde stála tzv. „dvojčata“ Světového obchodního centra, která však byla zničena teroristickými útoky. Od té doby byl více než 10 let nejvyšším mrakodrapem ve městě znovu Empire State Building, který však v roce 2013 překonalo dokončení stavby One World Trade Center, nového obchodního centra postaveného místo původních „dvojčat“. Stavba je aktuálně nejvyšší budovou západní polokoule.
Drtivá většina nejoblíbenějších památek a atrakcí v New Yorku je situována právě na Manhattanu. Mezi nejvýznamnější místa ostrova patří zmíněné One World Trade Center, památník Ground Zero, Manhattanhenge, Empire State Building, Rockefeller Center, Broadway, Central Park, známá obchodní ulice Wall Street, Chinatown Times Square, nákupní ulice 5th Avenue, Chrysler Building, Flatiron Building nebo Grand Central Terminal. Nejnavštěvovanější památkou je socha Svobody.
Na 73. ulici se nachází konzulát České republiky.

## Geografie

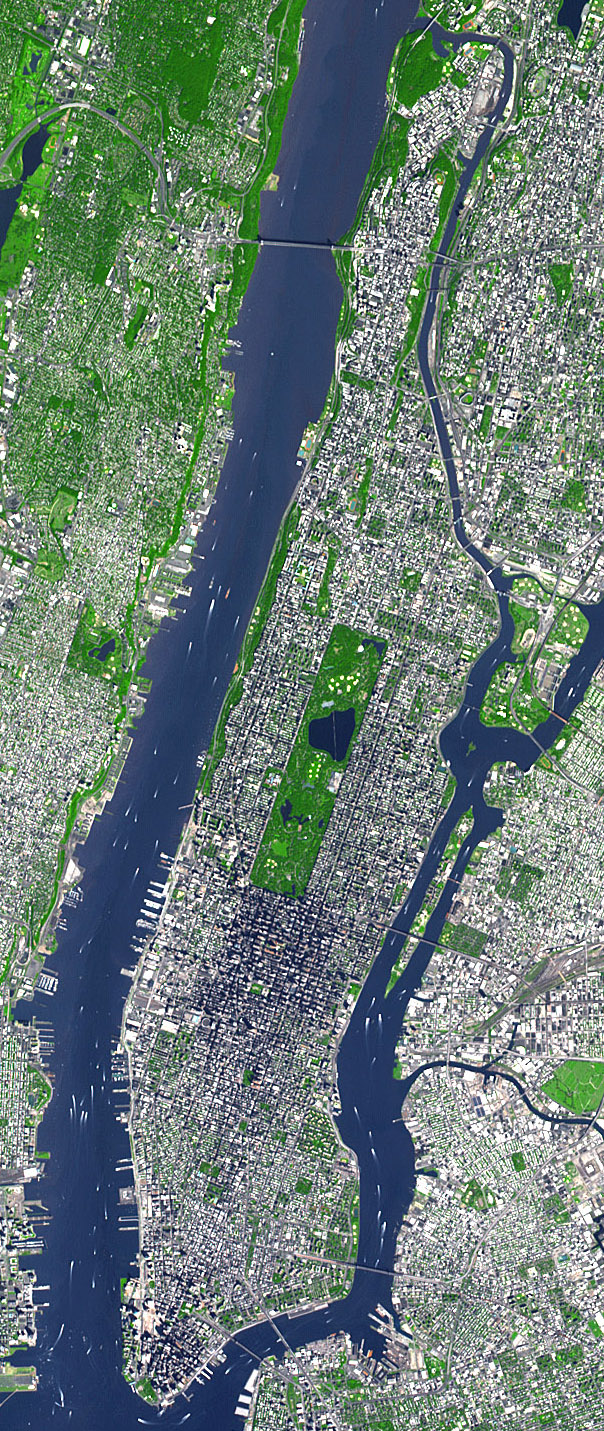
Satelitní snímek Manhattanu. Uprostřed Central Park, dále je Manhattan obklopen řekami Hudson ze západu, řekou Harlem na severu a úžinou East River na východě

Základem Manhattanu jsou slída a břidlice. Jedná se o silné a pevné horniny, které jsou vhodným základem pro výškové budovy. Nejvíce mrakodrapů je situováno v Downtownu a Midtownu. Manhattan se obvykle dělí na Downtown (Dolní Manhattan, jižní Manhattan), Midtown a Uptown (Horní Manhattan, severní Manhattan), 5th Avenue zase rozděluje západní a východní stranu Manhattanu. Na západě je Manhattan ohraničen řekou Hudson, na východě řekou East River. Na severu řeka Harlem odděluje Manhattan a Bronx, další část města New York. K Manhattanu patří také několik ostrovů jako např. Roosevelt Island, Liberty Island a další. Manhattan má pevninskou rozlohu 59 km2 a 87.5 km2 včetně vodstva. Na délku měří 21,6 km, na šířku 3,7 km (v nejširším místě).
Při budování původního World Trade Center bylo vyhloubeno obrovské množství hlíny, které bylo později použito pro rozšíření manhattanského pobřeží prostřednictvím Battery Park City. Výsledkem bylo více než 92 akrů pobřeží a přes 30 akrů parků. Manhattan má také dálniční spojení se sousedním státem New Jersey prostřednictvím mostu George Washingtona a dvou tunelů – Lincoln Tunnel a Holland Tunnel.
Tři hlavní části Manhattanu - Downtown, Midtown a Uptown - se dále dělí na následujících 22 menších částí: Financial District, Tribeca, Chinatown, Lower East Side, Little Italy, Soho, Greenwich Village, East Village, Stuyvesant Town, Gramercy, Chelsea, Murray Hill, Garment District, Times Square, Midtown West, Midtown East, Upper West Side, Upper East Side, Central Park, East Harlem, Harlem a Morningside Heights.
Orientace na Manhattanu je relativně jednoduchá. Podél ostrova se svisle táhnou "Avenues", dlouhé ulice, kterých je celkem 12 a jsou značeny čísly (od východu 1st - 12th Avenue). Některé Avenues mají také svůj název (Madison Avenue ad.), ale obecně se lze vždy jednoduše orientovat podle čísel. Vodorovně jsou po celém Manhattanu rozmístěny "Streets", které jsou (až na pár výjimek především v dolním Manhattanu) značeny také čísly a rozděleny na West (západní) a East (východní). Obvyklá orientace na Manhattanu tedy spočívá v tom, že prakticky každé místo na ostrově lze lokalizovat na roh mezi některou Avenue a některou Street, a proto, i přes zdánlivý zmatek mezi vysokými budovami a tisíci lidmi, je snadné se na Manhattanu zorientovat. Poslední, nejsevernější ulicí, je 220th Street. Tento pravidelný systém Avenues a Streets je díky plánu komisařů z roku 1811. Jedinou výjimku z rutinní mřížkové struktury Manhattanu tvoří ulice Broadway, která se táhne úhlopříčně od Bowling Green v Downtownu přes celý Manhattan až do sousedního Bronxu.

### Původ čtvrtí
Některé názvy čtvrtí jsou odvozeny od zeměpisného postavení (např. Upper East Side), jiné podle etnických hledisek (Little Italy). Několik čtvrtí jsou zkratkami, např. SoHo (South of Houston) nebo Nomad (North Madison Park). Název Harlem je odvozen od nizozemského města z koloniální éry Haarlem. Každá čtvrť má svou specifickou historii, SoHo je známá především jako obchodní čtvrť, Greenwich Village zase jako rodiště beatnické generace, Chelsea je čtvrť umění a nočního života, Chinatown zase žije čínskou kulturou.
Ostrov Manhattan sousedí s Brooklynem a Queensem na východě, s Bronxem na severu a se státem New Jersey na západě. Jižně se dále nachází poslední nejmenovaná newyorská čtvrť, Staten Island.

### Podnebí
Manhattan se nachází v přechodné klimatické zóně mezi vlhkým subtropickým podnebím a vlhkým kontinentálním podnebím, proto si Manhattan i v zimě udržuje relativně vyšší teploty, než je tomu ve vnitrozemských státech. Jaro a podzim jsou na Manhattanu mírnější, léta jsou teplejší s teplotami přes 32 °C. Horní hranice teplotního rekordu dosáhla 41 °C (9. červenec 1936), nejnižší teplota -26 °C (9. únor 1934). Množství sněhu dosahuje průměru 63,5 cm, rekordním v tomto ohledu byl rok 1992, kdy napadlo až 150 cm sněhu.

## Demografie

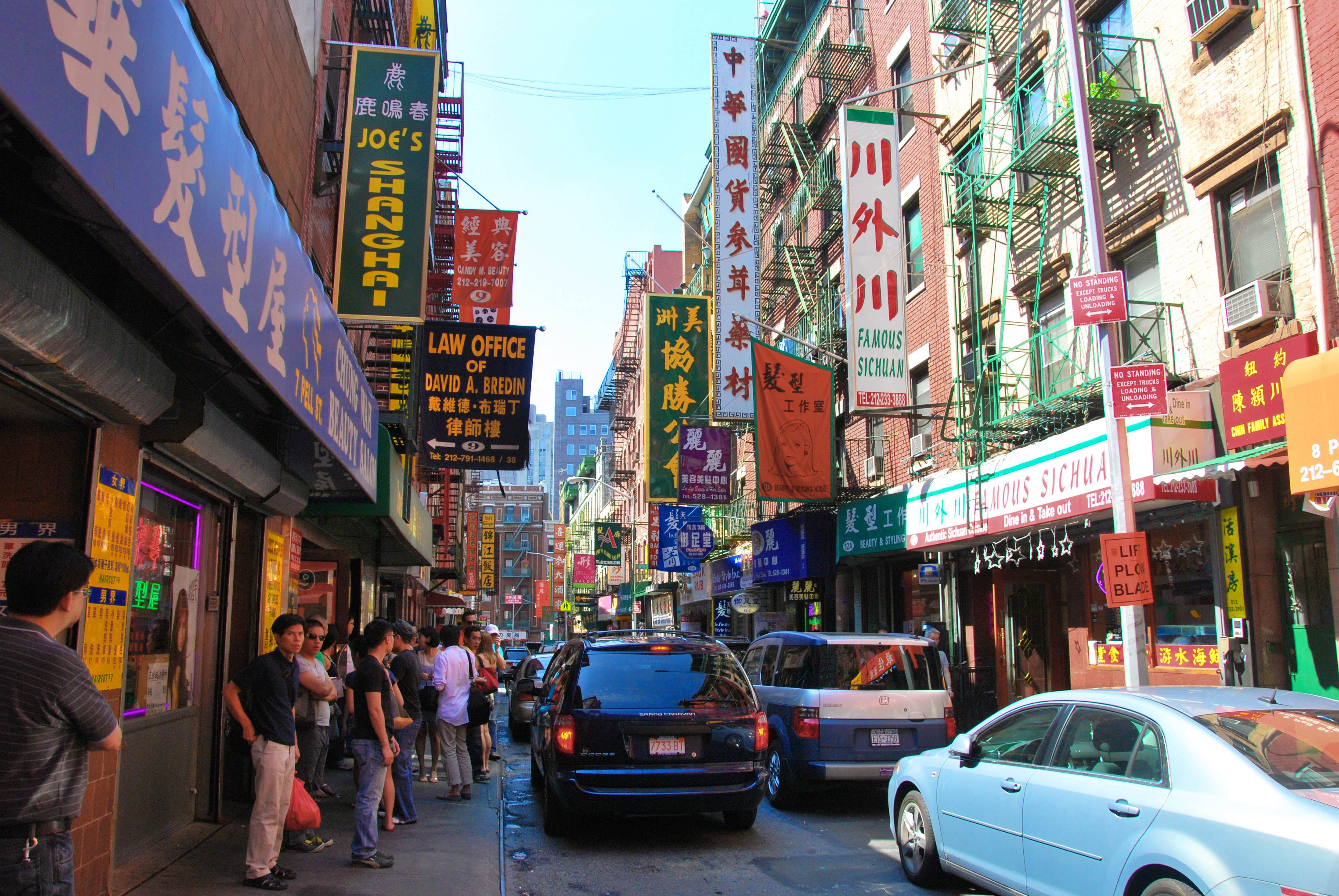
Čínská čtvrť v Manhattanu

Na Manhattanu žije přibližně 1 619 090 obyvatel, hustota zalidnění dosahuje cca 27 000 obyvatel/km2. Podle sčítání lidu v roce 2012 je přibližně 65 % obyvatel bělochů, 18 % černochů, 12 % Asiatů, 1 % indiánů. Zhruba 26 % obyvatel Manhattanu je hispánského nebo latinského původu.
Manhattan je jedním z nejvýše příjmových měst v USA s počtem obyvatel vyšším než 1 milión. V roce 2004 byla průměrná daňová povinnost cca 25 000 dolarů. Manhattan má nejvyšší příjem na obyvatele v zemi. Např. na Upper East Side, kde je nejvyšší koncentrace bohatých lidí, je průměrný příjem 90 000 dolarů ročně.
Manhattan také v poslední době zažívá tzv. baby boom. Od roku 2000 se počet dětí do 5 let žijících na Manhattanu zvýšil o 32 %.

### Náboženství
Manhattan je nábožensky velmi různorodý. Je to dáno především vysokou koncentrací různých kultur v této části New Yorku. Největším náboženstvím je římskokatolická církev, která zahrnuje asi 36 % populace. Následují židé s 20 %, dále protestanti (9 %) a muslimové (2,5 %).

### Jazyky
Zhruba 60 % obyvatel Manhattanu mluví anglicky jako rodným jazykem, 23 % španělsky, 5 % čínsky, 2 % francouzsky, 1 % japonsky, 1 % korejsky. Další jazyky nedosahují výše 1 % populace, ale je jich několik desítek. Celkem 40 % obyvatel Manhattanu mluví jiným rodným jazykem, než angličtinou, což z Manhattanu dělá jedno z jazykově a kulturně nejrozmanitějších měst světa.

## Architektura a památky

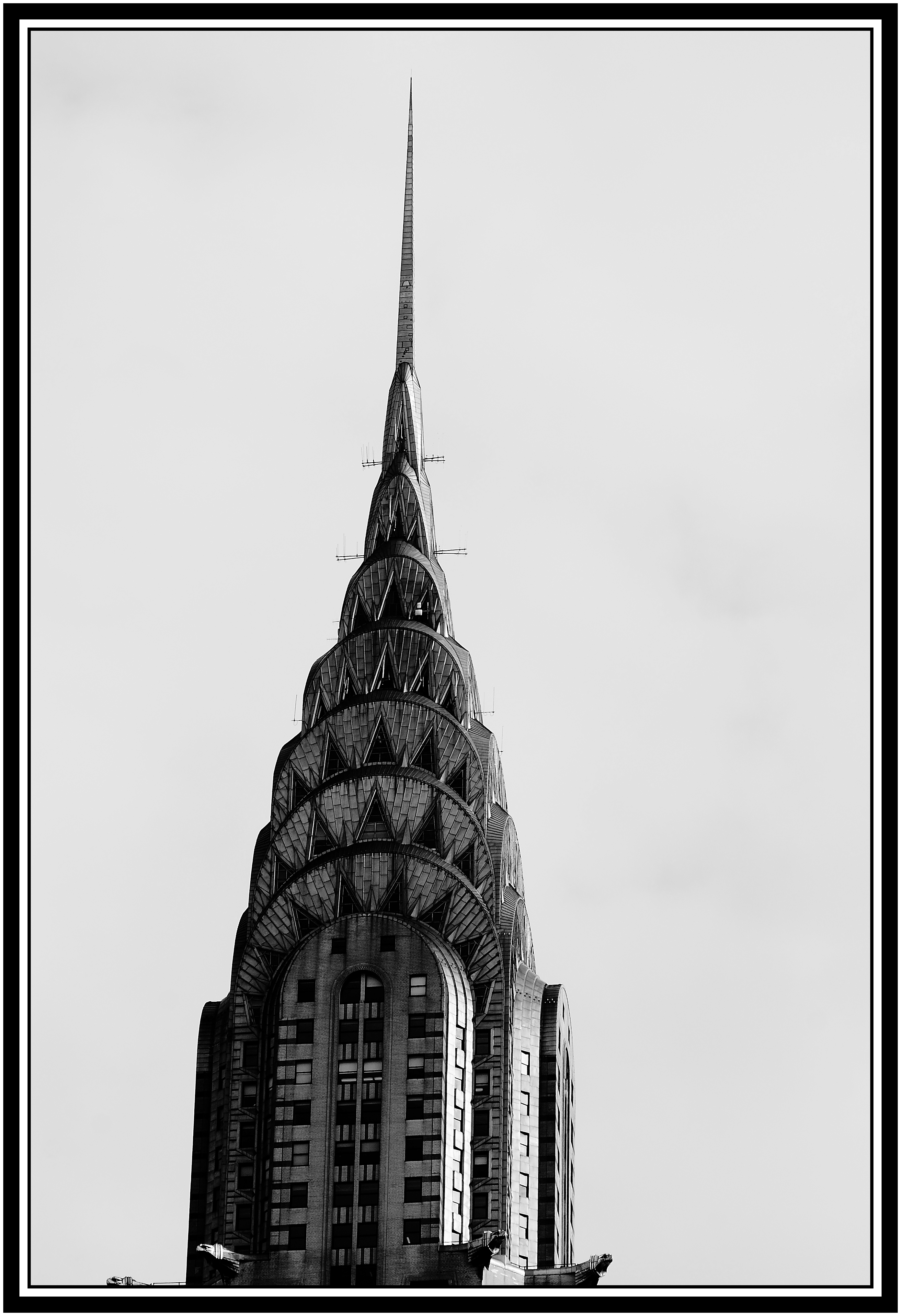
Chrysler Building

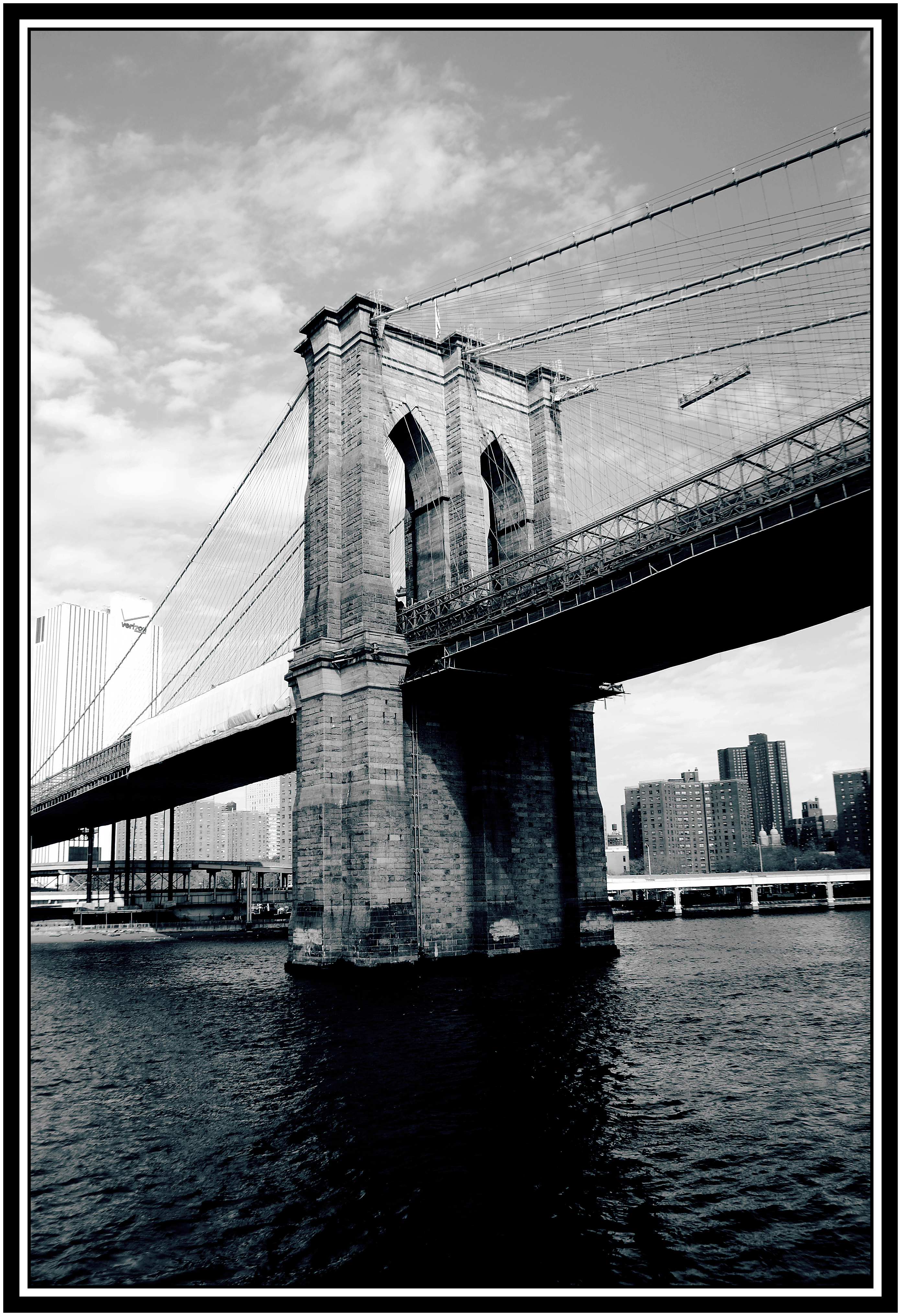
Brooklynský most spojující Manhattan a Brooklyn

Manhattan je znám především velkou koncentrací vysokých mrakodrapů, ale i dalších památek a atrakcí, které jsou různorodé v aplikované architektuře. Většina města stojí na architektonickém stylu art deco, nejznámějšími a zároveň největšími budovami v tomto stylu jsou Empire State Building a Chrysler Building. Výškové mrakodrapy jsou nejen poznávacím znamením Manhattanu, ale také výsadou této čtvrti. Mezi lety 1890–1973 se na pozici nejvyšší budovy světa vystřídalo celkem 9 budov stojících právě na Manhattanu.

### Stavby
První nejvyšší stavbou byla New York World Building v roce 1890 s 91 m, následovaly Park Row Building (119 m, 1899), Singer Building (187 m, 1908), Woolworth Building (241 m, 1913), 40 Wall Street (282 m, 1930), Chrysler Building (319 m, 1929), Empire State Building (381 m, 1931) a World Trade Center (417 m, 1973). Aktuálně je nejvyšší budovou Manhattanu One World Trade Center, která je zároveň 3. nejvyšší budovou světa (541 m, 2013).
K dalším pozoruhodným stavbám náleží: Flatiron Building, Seagram Building, 8 Spruce Street (New York by Gehry), Rockefeller Center, Grand Central Terminal, 1 Wall Street, American International Building (70 Pine Street), The New York Times Building, Equitable Building, Old Merchant's House, Bayard–Condict Building, One Chase Manhattan Plaza, New York Stock Exchange, General Electric Building, New York City Hall, Bridge Cafe, 4 World Trade Center, 500 Fifth Avenue, 270 Park Avenue, United Nations Headquarters, Chanin Building, 20 Exchange Place, Chamber of Commerce Building, MetLife Building, 731 Lexington Avenue, R. H. Macy and Company Store, Trump World Tower, Daily News Building, Mercantile Building, The Dakota, One Dag Hammarskjold Plaza, Hotel Plaza, Surrogate's Courthouse, Citigroup Center, Time Warner Center, Condé Nast Building.

### Kostely a chrámy
Trinity Church, katedrála Saint John the Divine, katedrála sv. Patrika, Ústřední synagoga, St. Paul's Chapel, Grace Church, římskokatolický kostel Nanebevstoupení Páně, Eldridge Street Synagogue, St. George's Episcopal Church.

### Náměstí a ulice
K nejznámějším a hlavním náměstím a ulicím na Manhattanu náleží: Times Square, 5th Avenue, Broadway, Madison Square, Wall Street, Union Square.

### Umělecké galerie, muzea a univerzity
New York Metropolitan Museum, Americké přírodovědné muzeum, Guggenheimovo muzeum, Carnegie Hall, Lincoln Center, Radio City Music Hall, New York Public Library, Kolumbijská univerzita, Newyorská univerzita.

### Mosty
Brooklynský most, Manhattan Bridge, Queensboro Bridge, Williamsburg Bridge.

### Parky
Central Park. Battery Park, Washington Square Park.

## Manhattanské čtvrti
- Upper Manhattan, leží severně od W 110th St na západě a severně od E 96th St na východě. Jsou zde čtvrti: Morningside Heights, East Harlem, Harlem, Manhattanville, Hamilton Heights, Sugar Hill, Washington Heights, Hudson Heights, Inwood.
- Mezi Midtownem a Upper Manhattanem leží čtvrti: Lincoln Square, Lenox Hill, Upper West Side, Upper East Side, Yorkville, Carnegie Hill, Manhattan Valley.
- Midtown Manhattan, je oblast mezi 14th Street a 59th Street. Tvoří je čtvrti: Chelsea, Flatiron District, Gramercy Park, Rose Hill, Hudson Yards, Garment District, Koreatown, Murray Hill, Theater District, Midtown, Midtown East, Hell's Kitchen, Sutton Place.
- Lower Manhattan nebo také Downtown Manhattan, je oblast jižně od 14th Street. Downtown Manhattan tvoří čtvrti: Battery Park City, Civic Center, Tribeca, Financial District, Chinatown, Little Italy, SoHo, Lower East Side, West Village, East Village.

## Politika

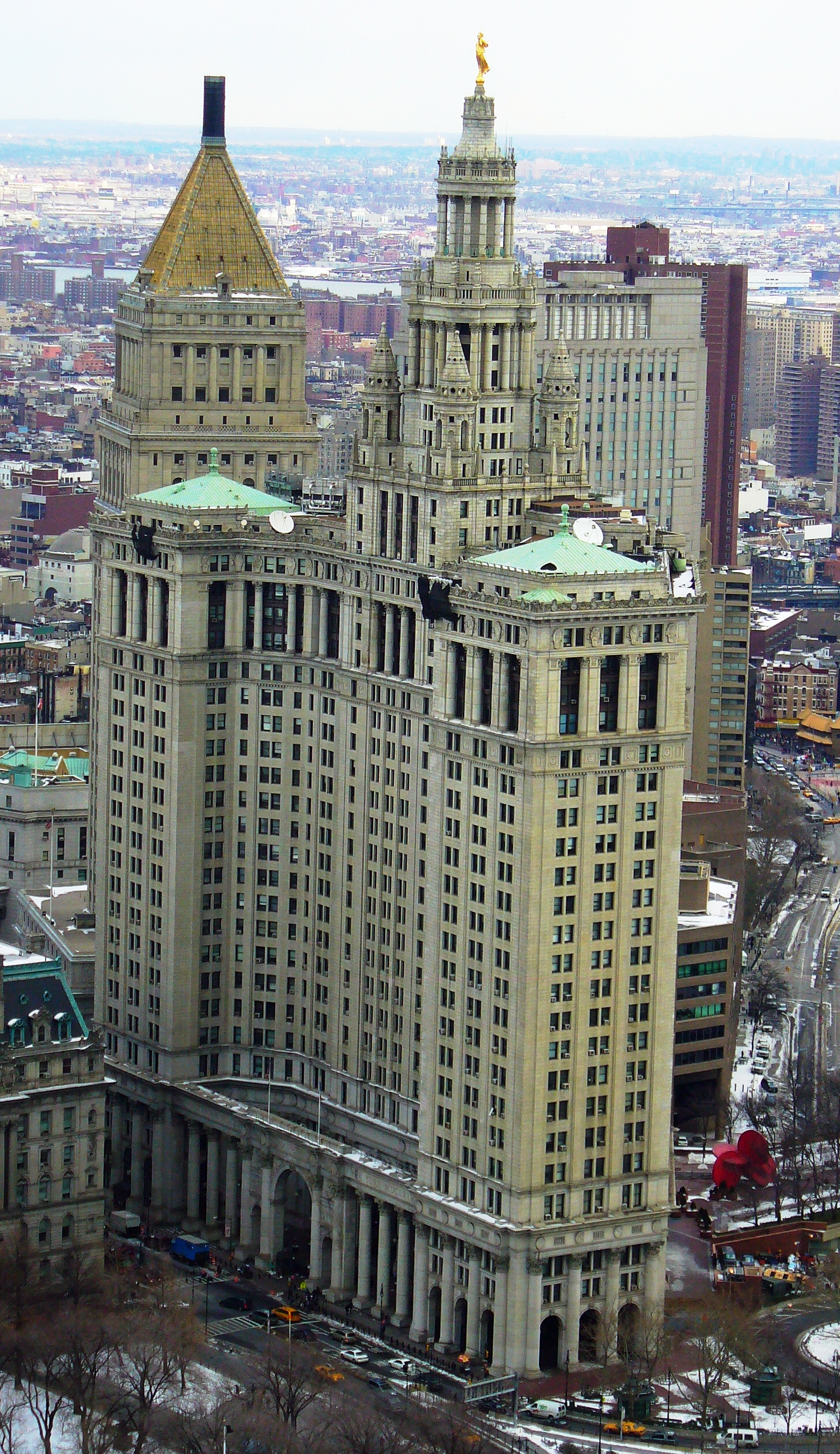
Manhattan Municipal Building

Na Manhattanu jasně vedou už léta demokraté nad republikány. Po 2. světové válce začínali s těsným náskokem 52 % a postupem času svou pozici upevňovali až dodnes, kdy jejich nadvláda činí přibližně 84 %. Politicky je Manhattan rozdělen na čtyři okrsky, z nichž všechny vedou demokraté (Charles B. Rangel, Jerrold Nadler, Carolyn B. Maloney, Nydia Velázquez). Od roku 1924 žádný republikán nevyhrál prezidentské volby na Manhattanu.

### Zločin
V 19. století byla oblast rájem nelegálního hazardu a prostituce a byla známa jako velmi nebezpečné místo. Na přelomu 19. a 20. století se začal v New Yorku rozvíjet organizovaný zločin, který gradoval přistěhovalectvím mnoha Italů včetně známého gangstera Al Capona. Na východní pobřeží USA se začala šířit sicilská mafie známá jako Cosa Nostra, která využila prohibice z roku 1920 jako příležitosti k nelegálnímu obchodu s alkoholem. Všechny tyto události znamenaly neustálý nárůst kriminality, který pokračoval až do 90. let 20. století. V roce 1960 bylo v New Yorku zaznamenáno 390 vražd, přičemž o 10 let později už 1117 a v roce 1990 rekordních 2262. Od 90. let začala kriminalita klesat trendem, který trvá dodnes.
Na základě údajů z roku 2005 je New York mezi deseti městy USA s nejnižší kriminalitou. Na Manhattanu bylo v roce 1990 zaznamenáno 503 případů vraždy, přičemž v roce 2008 bylo vražd zaznamenáno pouze 62, což značí pokles přibližně o 88 %. U vloupání byl pokles asi o 80 %, u krádeží aut až o 93 %. Nemálo přispěli k rozvoji města a potírání kriminálních případů i starostové Rudy Giuliani a Michael Bloomberg, kteří se zasadili o zvýšení vlivu policie ve městě, zpřísnění trestů a přísnějšímu přístupu ke zločinu obecně.

## Ekonomika

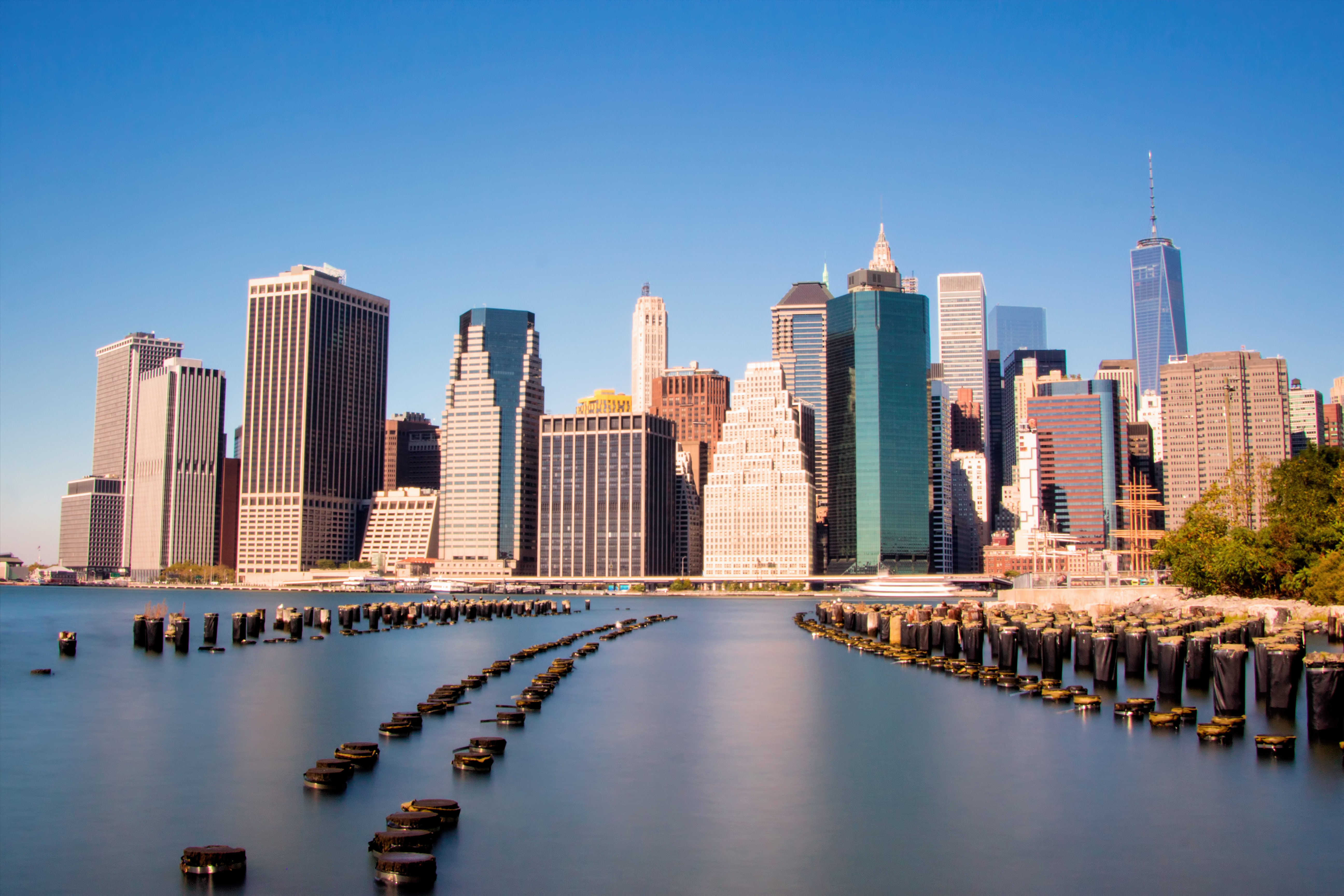
Finanční distrikt ve čtvrti Lower Manhattan, pohled z Brooklynu.

Na Manhattanu je situováno obrovské množství nejcennějších nemovitostí světa a oblast má pověst jedné z nejdražších oblastí v USA. Podle dostupných údajů přibližně dvě třetiny všech zaměstnaneckých poměrů v New Yorku spočívají právě na Manhattanu. Nejdůležitějším hospodářským sektorem na Manhattanu je finanční průmysl, ve kterém pracuje necelých 280 tisíc zaměstnanců a jejich příjmy tvoří více než polovinu všech vyplacených mezd v celé čtvrti. Průměrný měsíční plat ve finančním sektoru na Manhattanu je 8.300 dolarů, v ostatních oborech zhruba 2.500 dolarů. Více než polovina finančního průmyslu je situována na Wall Street, která je světovým centrem burzy.
Na Manhattanu je asi 48 mil. m2 kancelářských prostor, což z něj dělá největší kancelářskou čtvrť ve Spojených státech. Na Manhattanu sídlí velké množství významných firem, včetně těch, jejichž akcie se obchodují na burze. V Downtownu sídlí např. New York Stock Exchange, American Stock Exchange, New York Board of Trade, NASDAQ a další. Sedm z osmi největších reklamních agentur na světě sídlí na Manhattanu. Za centrum reklamy je obvykle považována Madison Avenue.

### Média
New York a především pak Manhattan jsou světovým centrem televize, filmu, reklamy a hudby. Významným odvětvím jsou také novinová nakladatelství. Manhattan je největším mediálním trhem v USA. Mezi nejvýznamnější mediální skupiny patří News Corporation, Time Warner, Hearst Corporation a Viacom. Tři ze čtyř největších hudebních labelů sídlí na Manhattanu, stejně tak 7 z 10 největších reklamních agentur. V New Yorku se také točí třetina všech amerických nezávislých filmů, Manhattan je zároveň po Hollywoodu nejčastější lokalitou objevující se ve filmech. Své sídlo má ve městě také 200 novin a 350 časopisů, knižní nakladatelství zaměstnávají přes 25 tisíc lidí.
Mezi nejvýznamnější deníky patří The New York Times, The New York Daily News, The Wall Street Journal nebo New York Post. New York je také centrem televizní tvorby – sídlí zde HBO, MTV, ABC, NBC, CBS, FOX News nebo Comedy Central.
Mezi známé filmy a seriály odehrávající se na Manhattanu lze zmínit Taxikář, Já legenda, Na sever severozápadní linkou, Wall Street, Přátelé, Kravaťáci, Jak jsem poznal vaši matku, Sex ve městě.

## Kultura

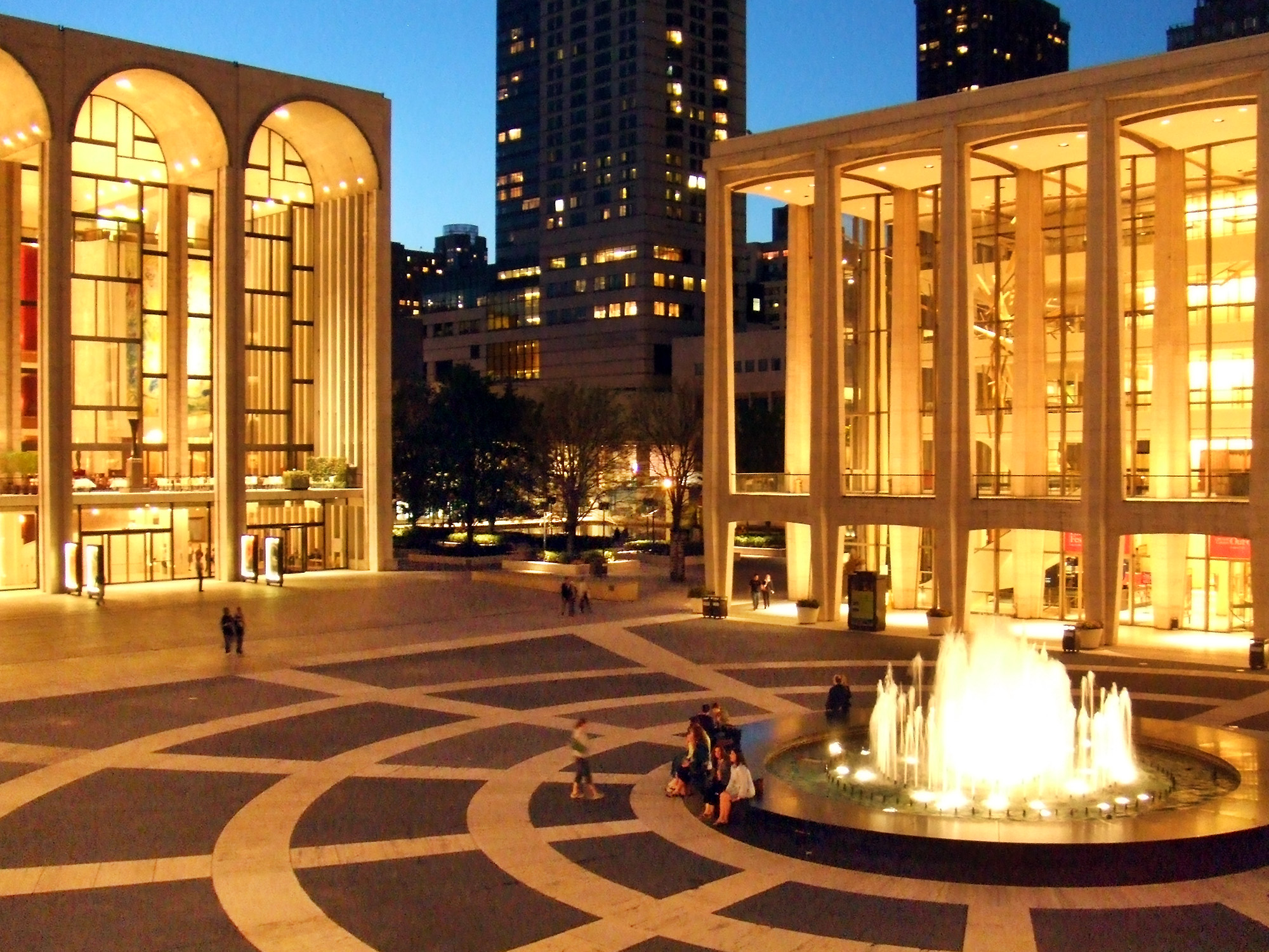
Lincoln Center

Manhattan byl dějištěm mnoha významných kulturních hnutí. V roce 1920 zde bylo založeno hnutí Harlem Renaissance, od 50. do 70. let zde bylo aktivní hnutí pop art, které je spojeno především se slavným Andym Warholem.
Kulturně velmi významnou čtvrtí je Chelsea, která je známá pro řadu muzeí, galerií a kulturních akcí. Patrně nejznámějším kulturním místem na Manhattanu a možná i na světě je ulice Broadway, která je známá jako dějiště mnoha nejvýznamnějších divadelních představení. Většina z 39 největších divadel je situována okolo Times Square, kousek od tohoto náměstí sídlí také Lincoln Center s Metropolitní operou, Newyorskou filharmonií, New York City Ballet a dalšími.
Manhattan je také domovem světově známých muzeí a výstav jako MoMA – Muzeum moderního umění, Whitney Museum of American Art, Guggenheim Museum, Metropolitan Museum of Art. Dalšími významnými kulturními místy jsou Carnegie Hall nebo Radio City Music Hall.
Českou kulturu na Manhattanu propaguje České centrum New York, Bohemian Benevolent & Literary Association a Dvorak American Heritage Association.

### Turistický ruch
Turistika je významným zdrojem příjmů, protože New York navštíví přibližně 40 milionů turistů ročně. Newyorská gastronomie je velmi ovlivněna imigranty. Židé a Italové proslavili pečivo, tvarohové koláče a newyorskou pizzu. Mnoho pouličních prodejců prodává falafel a kebab, obvykle původem ze středního východu, nejpopulárnějšími jsou však hot dogy a preclíky. Na Manhattanu se nachází také řada významných amerických restaurací.
Na Manhattanu se nachází velké množství parků i pláží, které jsou hojně navštěvované. Nejoblíbenějším parkem je Central Park, který ročně navštíví desítky milionů turistů.

### Sport

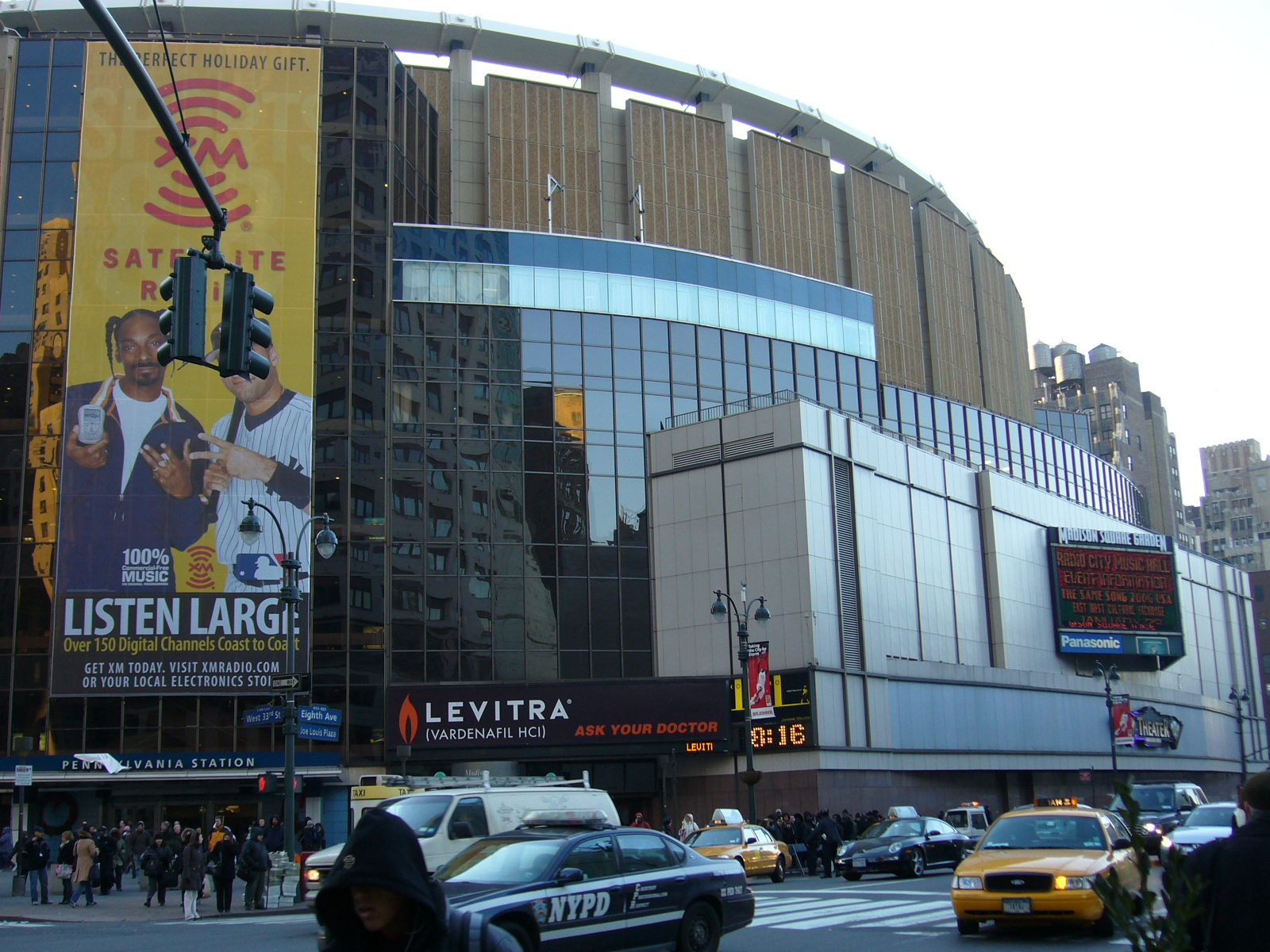
Madison Square Garden

Manhattan je domovem týmů New York Knicks (NBA), New York Rangers (NHL) nebo New York Liberty (WNBA), kteří hrají své domácí zápasy v Madison Square Garden. Manhattan je jedinou čtvrtí New Yorku, která nemá svůj domácí baseballový tým.
Na Manhattanu se nachází velké množství sportovních hal a hřišť různých typů. Jen v Central Parku je desítky tenisových kurtů, několik golfových hřišť, fotbalová hřiště a další. Sportovní využití na Manhattanu je velmi rozmanité.

## Vzdělání
Manhattan poskytuje obrovské množství veřejných i soukromých institucí. Mezi nejznámější veřejné střední školy patří Beacon High School, Stuyvesant High School, High School of Fashion Industries nebo Bard High School. Manhattan má také jedinou oficiální italskou školu v USA, La Scuola d'Italia. Dále jsou na Manhattanu situovány i soukromé školy jako Brearley School, Dalton School, St. David School nebo Loyola School. Mezi nejznámější vysoké školy a univerzity umístěné na Manhattanu patří především Columbia University, Fordham College, Cooper Union, New York University, Berkeley College a další.
Zhruba 52% obyvatel Manhattanu nad 25 let má minimálně bakalářský titul, což je pátá nejlepší statistika v celých USA. Jedná se tedy o jeden z nejvzdělanějších krajů v Americe.
Manhattan je významným světovým centrem v lékařském vzdělávání a přírodních vědách. Manhattan přijímá druhou nejvyšší částku z fondu National Institutes of Health na podporu výzkumu a vzdělávání.
Manhattan se může chlubit také největším knihovnickým systémem v zemi.

## Doprava

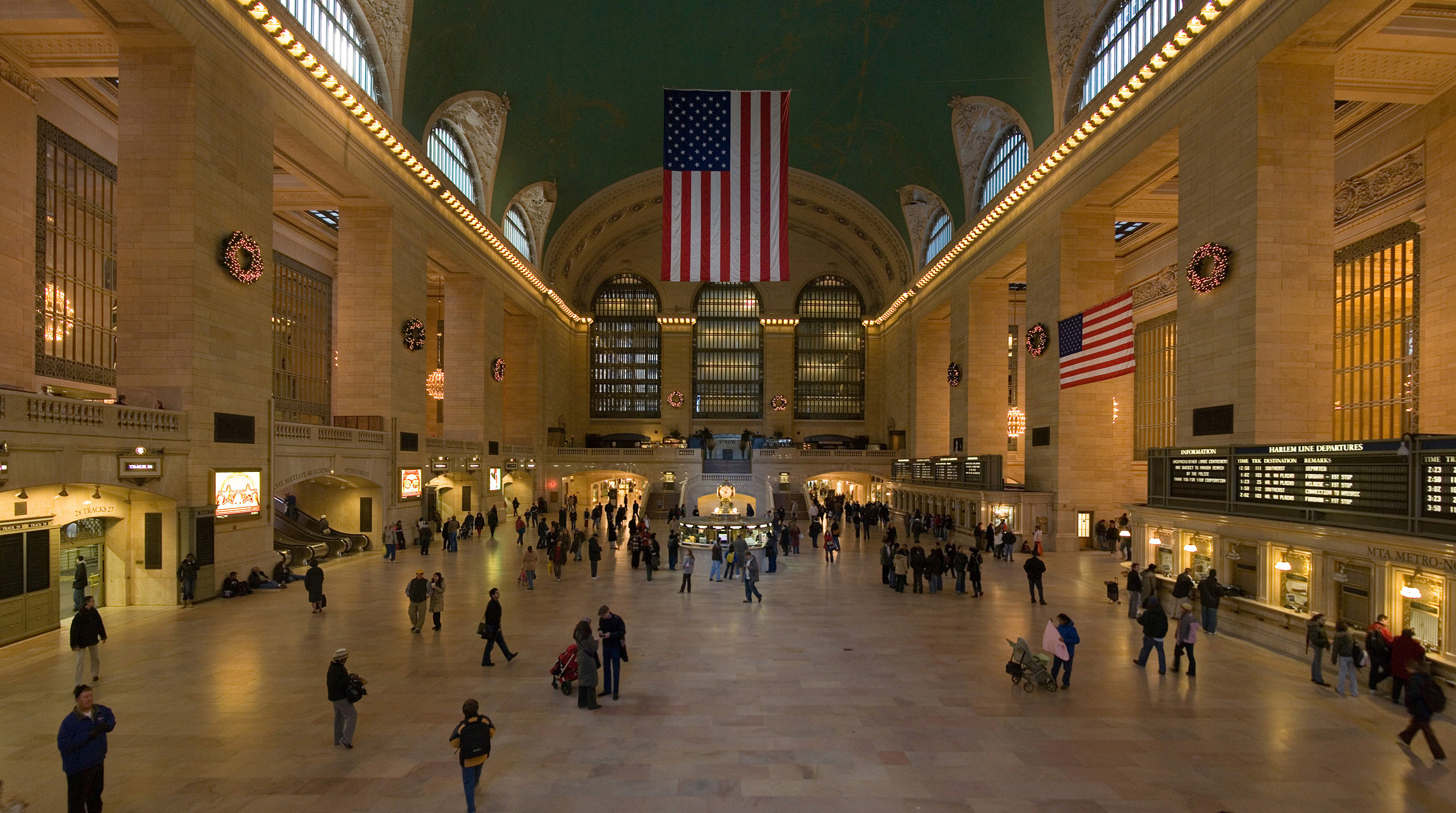
Hala stanice Grand Central Terminal

Po dopravní stránce je Manhattan na velmi vysoké úrovni, má komplexní propracované systémy, od silniční infrastruktury až po metro, které je největším podzemním dopravním komplexem na světě. Zdaleka nejoblíbenějším způsobem přepravy po Manhattanu je právě metro, zejména proto, že silnice jsou prakticky permanentně zacpané, a tak je podzemní dráha tou nejrychlejší možností, jak se někam po Manhattanu dopravit. Dopravu metrem zajišťuje téměř 500 stanic rozdělených do 12 tras. Možností, jak se dostat na Manhattan či z Manhattanu, je také vlak. Nachází se zde slavný vlakový terminál Grand Central, který je jedním z nejvytíženějších vlakových terminálů na světě. Letištní dopravu zajišťují letiště v okolních čtvrtích, přímo na Manhattanu lze najít několik malých letišť, která však nejsou mezinárodní.
Samozřejmě i na Manhattanu je možnost přepravovat se autobusy, avšak vzhledem ke zmíněné vytíženosti místních silnic není tento způsob příliš oblíbeným a rozsáhlým. Hlavním autobusovým terminálem je Port Authority Bus Terminal a Penn Station, která je zároveň i nejvytíženější stanicí metra na světě. Z Manhattanu vede také několik trajektových tras, tunelů a mostů, které spojují Manhattan s okolními čtvrtěmi a především státem New Jersey.
Velmi oblíbeným způsobem dopravy je na Manhattanu také taxi, kterých zde fungují tisíce a v každý okamžik lze chytit volný taxi vůz, který je schopen přepravit zákazníky po celém New Yorku.